# Мигдаль (общественная организация)
Международная общественная организация «Еврейский общинный центр „Мигдаль“» — еврейский общинный центр, расположенный в Одессе и основанный в 1992 году Кирой Верховской и Игалем Котлером на заре возрождения еврейской жизни на постсоветском пространстве.

## Общая информация
Главной задачей общинного центра «Мигдаль» является возвращение еврейского населения Одессы к своим корням путём погружения в мир еврейской культуры, традиции и истории. Центр действует для всех возрастных и социальных групп. Еврейский центр «Мигдаль» работает в соответствии с еврейским законом и воспитывает национальную самоидентификацию у участников программ. «Мигдаль» базируется в Одессе, Украина, но при этом является международным центром, так как активно сотрудничает с общественными и государственными организациями в США, Израиле, странах Западной и Восточной Европы, проводит совместные программы, такие, как, например, международные фестивали, семинары, конференции, семейные лагеря и программы по обмену опытом.

## История «Мигдаля»
История общинного центра «Мигдаль» началась в 1991 году, когда в Одессе был создан еврейский музыкальный театр «Мигдаль-Ор» под руководством Киры Верховской. Артисты театра стали первыми преподавателями еврейского образовательно-эстетического центра для детей школьного возраста и молодежи.
Хронология деятельности:
- 2 февраля 1992 года — дата основания «Мигдаля». Центр расположился на улице Малая Арнаутская, 46-а, в здании бывшей синагоги рубщиков кошерного мяса. «Мигдаль» был основан как еврейский образовательно-эстетический центр для детей школьного возраста и молодежи. Занятия, проводившиеся в центре в то время: Иудаизм (раввин Ишая Гиссер), Еврейская Музыка (Кира Верховская), Еврейская Литература (Анна Мисюк), Еврейская История (Игаль Котлер), Иврит (Семен Милкус), Еврейские Танцы (Станислав Свердлов) и другие.
- 1992 г. — Проведение центром «Мигдаль» семинаров и мастер-классов по еврейской музыке и хореографии для преподавателей из СНГ и будущих общинных лидеров.
- 1997 г. — Начало проведения ежегодных семейных лагерей «Халом», собирающих десятки семей со всего мира)[3].
- 1998 г. — Основание Методического центра, публикующего пособия по еврейской истории, традиции, Еврейским праздникам, музыке и танцам.
- 2000 г. — Первая поездка по местам захоронения еврейских праведников («Киврей Цадиким»). Впоследствии эти поездки стали ежегодными и проводятся перед Рош Ха-Шана. Публикация первого номера ежемесячного журнала «Мигдаль-Times».
- 2001 г. — Основание центра раннего развития «Мигдаль-Мазл Тов» для детей от 0 до 6 лет и их родителей[4]. Также, в этом году был создан сайт www.migdal.ru (сейчас www.migdal.org.ua), как волонтерский проект Клуба Еврейского Студента.
- 2002 г. — Открытие первого еврейского музея на постсоветском пространстве — Музей истории евреев Одессы «Мигдаль-Шорашим»[5]. Начало проведения ежегодных международных научных конференция «Одесса и еврейская цивилизация»[6].
- 2003 г. — Запуск программы «Бейтену» — центра для детей и семей группы риска[7].
- 2006 г. — Проведение Международного Фестиваля «Радуга Еврейской Диаспоры». В программе были спектакли еврейских театров Украины, концерты, выставки, мастер-классы и семинары[8][9].
- 2009 г. — Проведение Дней Еврейской культуры в Одессе. концерты клезмерской музыки, ярмарка еврейской кухни, танцевальные мастер-классы и художественные выставки[10].
- В 2010 и 2011 г.г. центр «Мигдаль» принимал активное участие в проведении международной образовательной конференции Лимуд[англ.] FSU Одесса[11].
- 2012 г. — Празднование центром «Мигдаль» 20-летия[12]. В феврале и декабре 2012 года прошли Международные еврейские кинофестивали «Киномиг», на которых были представлены фильмы из Франции, Германии, США, Израиля, Великобритании, России, Молдовы, Беларуси, Украины и др[13]. Одновременно в декабре праздновалось 10-летие еврейского музея. Был проведен этно-фестиваль, ряд выставок в музеях Одессы.

## Направления деятельности

### Община
В центре развита взаимопомощь, совместное празднование еврейских дат и праздников, а также проведение досуга.

### Образование
Еврейское образование — одно из главных направлений деятельности центра «Мигдаль». Занятия проходят для всех возрастов. В комплекс еврейских предметов входят традиция, история, литература, иврит.
Проводятся дневные детские площадки (кайтанот), выездные шаббаты и летний семейный лагерь «Халом», которые совмещают в себе отдых и обучение еврейским предметам.
Основные занятия по еврейским предметам проходят по возрастным группам:
- Детские клубы по возрастам
- Клуб Еврейского Студента (КЕС)
- Клуб «Еврейская семья».

### Культура и творчество
В числе образовательных программ, также и творческие. Это Школа еврейской живописи, танцевальные коллективы, музыкальная школа, хор и вокальный ансамбль, а также театральные студии для всех возрастов, мастер-классы по различным техникам hand-made.

### Дошкольное образование
Центр раннего развития «Мигдаль — Мазл Тов» рассчитан на детей всех возрастов, а также их родителей.
Группы делятся в зависимости от возраста:
- Подготовка к родам
- От 0 до 3-х лет
- 3-5 лет
- Подготовка к школе

### Историко-музейное направление
1. Музей истории евреев Одессы «Мигдаль-Шорашим», который открылся 12 ноября 2002 года.
Музей состоит из семи экспозиционных залов и задуман как живой, развивающийся комплекс программ:
- Меняющиеся экспозиции
- Выставки
- Конференции
- Экскурсии и учебные программы
- Исследовательская работа
- Клуб коллекционеров

2. Секция «Еврейская генеалогия».

### Одесский Еврейский Музыкальный Театр «Мигдаль-Ор»
Художественным руководителем и директором театра является Кира Верховская. Театром на данный момент дано более 600 концертов и спектаклей. Театр является лауреатом международных еврейских фестивалей, гастролирует на Украине, в Израиле, США, Германии, в странах Балтии, России, Молдове. Репертуар «Мигдаль-ора» включает в себя авторские программы, песни на идиш и иврите, английском, русском и украинском языках и современную израильскую эстраду. Артисты театра преподают в музыкальных и танцевальных коллективах «Мигдаля».

### Библиотечные проекты
Библиотека «Мигдаля» — на данный момент насчитывает более 15 тысяч книг по еврейской тематике, включая редкие экземпляры.
В библиотеке работает ряд клубов:
- «Женский клуб»
- Клуб «Интересное кино»
- «Генеалогическая секция»

### Центр продлённого дня «Бейтену» («Наш дом»)
Центр создан, как место, где дети из малоимущих или неполных семей могут получить социальную помощь, медицинское обследование, комплекс еврейских знаний и профессиональные навыки.

### Издательская деятельность
Издательский центр «Мигдаля» выпустил уже более 50 изданий. Продуктом издательской деятельности явились разнообразные виды публикаций, разделенные по категориям:
- Художественная («Библиотечка „Мигдаль“»)
- Историческая и публицистическая литература (альманах «Еврейская душа», серия «Еврейская Одесса», серия «Евреи и Одесса»).
- Художественные каталоги (серия «Еврейская коллекция»)
- Ежемесячный журнал «Мигдаль Times»[15].

В частности изданы: «Путеводитель по еврейской Одессе» (на русском и английском языках, с картой Еврейской Одессы), альбом «Еврейские почтовые открытки из частной коллекции А. А. Дроздовского», книга документов «Евреи Одессы и юга Украины», сборник статей и документов «История Холокоста в одесском регионе».